# Eleição municipal de Aracaju em 2008
A eleição municipal da cidade brasileira de Aracaju em 2008 ocorreu em 5 de outubro de 2008. O prefeito Edvaldo Nogueira (PCdoB) foi reeleito prefeito de Aracaju no primeiro turno.

## Candidatos
|  | Nº | Candidato(a) a prefeito | Candidato(a) a prefeito                               | Candidato(a) a vice-prefeito | Candidato(a) a vice-prefeito                          | Coligação |
|  | -- | ----------------------- | ----------------------------------------------------- | ---------------------------- | ----------------------------------------------------- | --- |
|  | 15 |                         | Almeida Lima (PMDB) José Almeida Lima                 |                              | José Alves (PTdoB) José Alves Dantas Filho            | A gente pode - Partido do Movimento Democrático Brasileiro (PMDB) - Partido Trabalhista do Brasil (PTdoB) - Partido Trabalhista Brasileiro (PTB) - Partido Humanista da Solidariedade (PHS) - Partido Trabalhista Cristão (PTC) - Partido Verde (PV) - Partido Renovador Trabalhista Brasileiro (PRTB) |
|  | 16 |                         | Vera Lúcia (PSTU) Vera Lúcia Pereira da Silva Salgado |                              | Dalton Santos (PSTU) Dalton Francisco dos Santos      | Frente de Esquerda de Aracaju - Partido Socialista dos Trabalhadores Unificado (PSTU) - Partido Socialismo e Liberdade (PSOL) |
|  | 21 |                         | Anderson Góis (PCB) Anderson Fabiano da Cruz Góis     |                              | Minho-San-Liver (PCB) Waltiglei Santos de Oliveira    | Sem coligação - Partido Comunista Brasileiro (PCB) |
|  | 25 |                         | Mendonça Prado (DEM) José de Araújo Mendonça Sobrinho |                              | Pedrinho Valadares (DEM) Pedro Almeida Valadares Neto | Renovação com coerência - Democratas (DEM) - Partido Progressista (PP) |
|  | 65 |                         | Edvaldo Nogueira (PCdoB) Edvaldo Nogueira Filho       |                              | Sílvio Santos (PT) Sílvio Alves dos Santos            | Todos por Aracaju - Partido Comunista do Brasil (PCdoB) - Partido dos Trabalhadores (PT) - Partido Republicano Brasileiro (PRB) - Partido Democrático Trabalhista (PDT) - Partido Social Liberal (PSL) - Partido Trabalhista Nacional (PTN) - Partido Social Cristão (PSC) - Partido da República (PR) - Partido Popular Socialista (PPS) - Partido Social Democrata Cristão (PSDC) - Partido da Mobilização Nacional (PMN) - Partido Socialista Brasileiro (PSB) - Partido Republicano Progressista (PRP) - Partido da Social Democracia Brasileira (PSDB) |

## Resultado da eleição para prefeito
| Edvaldo Nogueira (PCdoB) | Sílvio Santos (PT)       | 140.962 | 51,72%  |
| Mendonça Prado (DEM)     | Pedrinho Valadares (DEM) | 59.217  | 21,73%  |
| Almeida Lima (PMDB)      | Zé Alves (PTdoB)         | 48.319  | 17,73%  |
| Anderson Góis (PCB)      | Minho-San-Liver (PCB)    | 14.886  | 5,46%   |
| Vera Lúcia (PSTU)        | Dalton Santos (PSTU)     | 9.143   | 3,35%   |
| Total de votos válidos   | Total de votos válidos   | 272.527 | 100,00% |
| Votos apurados           |                          |         |         |
| Votos válidos            | Votos válidos            | 272.527 | 90,08%  |
| Votos em branco          | Votos em branco          | 10.988  | 3,63%   |
| Votos nulos              | Votos nulos              | 19.036  | 6,29%   |
| Total de votos apurados  | Total de votos apurados  | 302.551 | 100,00% |
| Eleitores                |                          |         |         |
| Comparecimento           | Comparecimento           | 302.551 | 84,80%  |
| Abstenções               | Abstenções               | 54.245  | 15,20%  |
| Total de eleitores       | Total de eleitores       | 356.796 | 100,00% |
| Total de seções: 916     |                          |         |         |

## Vereadores eleitos
Representação eleita
  PT: 5
  PDT: 3
  PSB: 2
  DEM: 2
  PTB: 1
  PMDB: 1
  PSC: 1
  PSDB: 1
  PRB: 1
  PCdoB: 1
  PTdoB: 1

Fonteː
| Número | Vereadores eleitos   | Partido | Votação | Percentual |
| 13456  | Robson Viana         | PT      | 8.093   | 2,92%      |
| 13613  | Simone Góes          | PT      | 5.719   | 2,06%      |
| 14625  | Evando Franca        | PTB     | 5.225   | 1,88%      |
| 40640  | Elber Batalha Filho  | PSB     | 4.762   | 1,72%      |
| 15555  | Dr. Gonzaga          | PMDB    | 4.586   | 1,65%      |
| 12000  | Fábio Mitidieri      | PDT     | 4.515   | 1,63%      |
| 25000  | Nitinho              | DEM     | 4.371   | 1,58%      |
| 20000  | Jailton Santana      | PSC     | 4.294   | 1,55%      |
| 13192  | Emmanuel Nascimento  | PT      | 4.051   | 1,46%      |
| 45123  | Míriam Ribeiro       | PSDB    | 4.018   | 1,45%      |
| 10123  | Pastor Jony          | PRB     | 4.004   | 1,44%      |
| 40100  | Danilo Segundo       | PSB     | 3.964   | 1,43%      |
| 12580  | Matos                | PDT     | 3.879   | 1,40%      |
| 12345  | Ivaldo José          | PDT     | 3.846   | 1,39%      |
| 25789  | Juvêncio Oliveira    | DEM     | 3.817   | 1,38%      |
| 13600  | Professora Rosângela | PT      | 3.689   | 1,33%      |
| 65666  | Karla Trindade       | PCdoB   | 3.646   | 1,32%      |
| 70123  | Valdir Santos        | PTdoB   | 3.499   | 1,26%      |
| 13300  | Dr. Emerson          | PT      | 3.409   | 1,23%      |